# Slobozia, Bârzula
Slobozia (în ucraineană Мала Слобідка, transliterat: Mala Slobidka) este un sat în comuna Slobidka din raionul Bârzula, regiunea Odesa, Ucraina.

## Demografie
Componența lingvistică a comunei Slobozia
     Ucraineană (92,6%)
     Română (4,48%)
     Rusă (2,93%)
Conform recensământului din 2001, majoritatea populației comunei Slobozia era vorbitoare de ucraineană (92,6%), existând în minoritate și vorbitori de română (4,48%) și rusă (2,93%).